# Hofstra University
Hofstra University är ett privatfinansierat universitet i Hempstead i Nassau County på Long Island i delstaten New York.
Den tredje debatten mellan Barack Obama och John McCain inför presidentvalet i USA 2008 hölls vid Hofstra University. Bob Schieffer fungerade som moderator. Det var första gången toppkandidater i ett amerikanskt presidentval debatterade i delstaten New York sedan John F. Kennedy och Richard Nixon möttes i staden New York inför presidentvalet i USA 1960. Inför presidentvalet i USA 2012 hölls sedan den andra debatten mellan Barack Obama och Mitt Romney vid Hofstra University med Candy Crowley som moderator. Inför presidentvalet i USA 2016 hölls återigen en debatt vid Hofstra. Den här gången gällde det den första debatten mellan Donald Trump och Hillary Clinton med Lester Holt som moderator.

## Personer med koppling till universitetet

### Kända alumner och forskare

#### Forskning
- Silvia Federici, professor i politisk filosofi och internationella studier

#### Politik och samhälle
- Norm Coleman, politiker, senator

#### Underhållning och konst
- Francis Ford Coppola, regissör
- Robert Davi, skådespelare
- Rosemarie DeWitt, skådespelare
- Lainie Kazan, skådespelare
- Tom McGowan, skådespelare
- Joe Morton, skådespelare